# 2025–2026–os angol női labdarúgó-bajnokság (első osztály)
A 2025–2026-os angol női labdarúgó-bajnokság első osztályának (hivatalos nevén: Barclays Women's Super League) 15. kiírását tizenkét csapat részvételével rendezik.

## A bajnokság csapatai

### Csapatváltozások
| Feljutott az első osztályba | Kiesett a másodosztályba |
| --------------------------- | ------------------------ |
| London City Lionesses       | Crystal Palace           |

### Csapatok adatai
| Klub                   | Település                     | Stadion                | Férőhely | Vezetőedző       | 2024–25-ös helyezés |
| ---------------------- | ----------------------------- | ---------------------- | -------- | ---------------- | ------------------- |
| Arsenal                | London (Islington)            | Emirates Stadion       | 60 704   | Renée Slegers    | 2.                  |
| Aston Villa            | Walsall                       | Villa Park             | 42 640   | Natalia Arroyo   | 5.                  |
| Brighton & Hove Albion | Crawley                       | Broadfield Stadion     | 6 134    | Dario Vidošić    | 11.                 |
| Chelsea                | London (Kingston upon Thames) | Kingsmeadow            | 4 850    | Sonia Bompastor  | 1.                  |
| Everton                | Liverpool                     | Goodison Park          | 39 414   | Brian Sørensen   | 6.                  |
| Leicester City         | Leicester                     | King Power Stadion     | 32 312   | Amandine Miquel  | 10.                 |
| Liverpool              | St Helens                     | Totally Wicked Stadion | 18 000   | Gareth Taylor    | 7.                  |
| London City Lionesses  | London (Bromley)              | Hayes Lane             | 5 000    | Jocelyn Prêcheur | 1. Ch.              |
| Manchester City        | Manchester                    | Academy Stadion        | 7 000    | Andrée Jeglertz  | 4.                  |
| Manchester United      | Leigh                         | Leigh Sports Village   | 12 000   | Mark Skinner     | 3.                  |
| Tottenham Hotspur      | London (Waltham)              | Brisbane Road          | 6 500    | Martin Ho        | 9.                  |
| West Ham United        | London (Dagenham)             | Victoria Road          | 6 078    | Rehanne Skinner  | 8.                  |

1. ↑  Néhány mérkőzést a Falmer Stadionban rendeznek.
2. ↑  Néhány mérkőzést a Stamford Bridge-en rendeznek.
3. ↑  Három mérkőzést az Anfield Stadionban rendeznek.
4. ↑  Néhány mérkőzést a Etihad Stadionban rendeznek.
5. ↑  Néhány mérkőzést az Old Traffordon rendeznek.
6. ↑  Három mérkőzést a Tottenham Hotspur Stadionban rendeznek.

### Vezetőedző váltások
| Csapat            | Távozó edző                | Ok            | Dátum              | Poz. | Érkező edző     | Dátum              |
| ----------------- | -------------------------- | ------------- | ------------------ | ---- | --------------- | ------------------ |
| Manchester City   | Nick Cushing (megbízott)   | megbízás vége | 2025. július 3.    | –    | Andrée Jeglertz | 2025. július 3.    |
| Tottenham Hotspur | Robert Vilahamn            | elbocsátás    | 2025. június 8.    | –    | Martin Ho       | 2025. július 4.    |
| Liverpool         | Amber Whiteley (megbízott) | megbízás vége | 2025. augusztus 8. | –    | Gareth Taylor   | 2025. augusztus 8. |

## Tabella
| Hely. | Csapat                 | M | Gy | D | V | G+ | G– | Gk | P | Megjegyzés                   |
| ----- | ---------------------- | - | -- | - | - | -- | -- | -- | - | ---------------------------- |
| 1.    | Arsenal                | 0 | 0  | 0 | 0 | 0  | 0  | 0  | 0 | Bajnokok Ligája (csoportkör) |
| 2.    | Aston Villa            | 0 | 0  | 0 | 0 | 0  | 0  | 0  | 0 | Bajnokok Ligája (3. forduló) |
| 3.    | Brighton & Hove Albion | 0 | 0  | 0 | 0 | 0  | 0  | 0  | 0 | Bajnokok Ligája (2. forduló) |
| 4.    | Chelsea CV KGY         | 0 | 0  | 0 | 0 | 0  | 0  | 0  | 0 |                              |
| 5.    | Everton                | 0 | 0  | 0 | 0 | 0  | 0  | 0  | 0 |                              |
| 6.    | Leicester City         | 0 | 0  | 0 | 0 | 0  | 0  | 0  | 0 |                              |
| 7.    | Liverpool              | 0 | 0  | 0 | 0 | 0  | 0  | 0  | 0 |                              |
| 8.    | London City Ú          | 0 | 0  | 0 | 0 | 0  | 0  | 0  | 0 |                              |
| 9.    | Manchester City        | 0 | 0  | 0 | 0 | 0  | 0  | 0  | 0 |                              |
| 10.   | Manchester United      | 0 | 0  | 0 | 0 | 0  | 0  | 0  | 0 |                              |
| 11.   | Tottenham Hotspur      | 0 | 0  | 0 | 0 | 0  | 0  | 0  | 0 |                              |
| 12.   | West Ham United        | 0 | 0  | 0 | 0 | 0  | 0  | 0  | 0 | Championship                 |

### Helyezések fordulónként
| Csapat ╲ Forduló  | 1       | 2 | 3 | 4 | 5 | 6 | 7 | 8 | 9 | 10 | 11 | 12 | 13 | 14 | 15 | 16 | 17 | 18 | 19 | 20 | 21 | 22 |
| ----------------- | ------- | - | - | - | - | - | - | - | - | -- | -- | -- | -- | -- | -- | -- | -- | -- | -- | -- | -- | -- |
| Csapat ╲ Forduló  | Arsenal |   |   |   |   |   |   |   |   |    |    |    |    |    |    |    |    |    |    |    |    |    |
| Aston Villa       |         |   |   |   |   |   |   |   |   |    |    |    |    |    |    |    |    |    |    |    |    |    |
| Brighton & Hove   |         |   |   |   |   |   |   |   |   |    |    |    |    |    |    |    |    |    |    |    |    |    |
| Chelsea           |         |   |   |   |   |   |   |   |   |    |    |    |    |    |    |    |    |    |    |    |    |    |
| Everton           |         |   |   |   |   |   |   |   |   |    |    |    |    |    |    |    |    |    |    |    |    |    |
| Leicester City    |         |   |   |   |   |   |   |   |   |    |    |    |    |    |    |    |    |    |    |    |    |    |
| Liverpool         |         |   |   |   |   |   |   |   |   |    |    |    |    |    |    |    |    |    |    |    |    |    |
| London City       |         |   |   |   |   |   |   |   |   |    |    |    |    |    |    |    |    |    |    |    |    |    |
| Manchester City   |         |   |   |   |   |   |   |   |   |    |    |    |    |    |    |    |    |    |    |    |    |    |
| Manchester United |         |   |   |   |   |   |   |   |   |    |    |    |    |    |    |    |    |    |    |    |    |    |
| Tottenham Hotspur |         |   |   |   |   |   |   |   |   |    |    |    |    |    |    |    |    |    |    |    |    |    |
| West Ham United   |         |   |   |   |   |   |   |   |   |    |    |    |    |    |    |    |    |    |    |    |    |    |